# Isla Saint George (Bermudas)
La Isla Saint George o San Jorge es una de las principales islas del territorio de las Bermudas. Se encuentra en el noreste del archiìélago. Se divide entre la ciudad de San Jorge y la parroquia de San Jorge. La isla tiene 703 acres (2.8 kilómetros cuadrados), y es una de las seis principales islas de las Bermudas.
Originalmente llamada Isla del Rey (King's Island), se trató de la primera parte de las Bermudas en ser ampliamente colonizada, por lo que la ciudad de St. George's contiene muchos de los edificios más antiguos del territorio. Entre ellos destacan la Iglesia de San Pedro, y la Casa de Gobierno, y fuertes, incluyendo Fort Gate, Fuerte Santa Catalina, el más cercano al punto más septentrional de la isla, y que es una construcción del siglo diecinueve construida sobre una base del siglo XVII. Este fue el lugar donde los primeros colonos ingleses naufragaron en 1609.
La isla está separada de la cercana isla de St. David's por el puerto de San Jorge en el norte, y por un canal conocido como Ferry Reach en el sur. Puentes y una calzada la conectan con la isla principal (Isla Gran Bermuda) hacia el sur a través de la isla de San David.